# Lamberto Giannini
Lamberto Giannini (Roma, 29 gennaio 1964) è un prefetto e poliziotto italiano, dall'11 maggio 2023 è prefetto di Roma.

## Biografia
Laureato in giurisprudenza all'Università La Sapienza di Roma, entra nel 1989 come vice commissario nella Polizia di Stato. In servizio alle questure di Torino e di Roma, nel 2004 assume la direzione dell'ufficio DIGOS della questura di Roma.
Nel 2013 viene promosso dirigente superiore di PS e nel luglio dello stesso anno è nominato direttore del Servizio Centrale Antiterrorismo.
Nel 2017 raggiunge la qualifica di dirigente generale di PS e diviene direttore della Direzione centrale della polizia di prevenzione e presidente del Comitato di Analisi Strategica Antiterrorismo.
Viene nominato prefetto nel marzo 2019.
Dal 2020 è docente di diritto penale ed antiterrorismo all'Università della Tuscia (Viterbo).
Il Consiglio dei ministri, su proposta del ministro dell'interno, nel dicembre 2020 lo nomina capo della segreteria del Dipartimento della pubblica sicurezza del ministero dell'interno.
Il 4 marzo 2021 viene nominato capo della polizia - direttore generale della pubblica sicurezza dal Consiglio dei ministri, su proposta del ministro dell'interno Luciana Lamorgese, succedendo a Franco Gabrielli.
L'11 maggio 2023 lascia l'incarico di capo della Polizia di Stato, sostituito da Vittorio Pisani, per assumere l'incarico, su nomina del CdM, di prefetto di Roma.